# Alžběta Rumunská
Alžběta Rumunská (Alžběta Šarlota Josefína Alexandra Viktorie; 12. října 1894, Sinaia – 14. listopadu 1956, Cannes) byla rumunskou princeznou a členkou hohenzollernsko-sigmaringenské dynastie a v letech 1922–1924 sňatkem řeckou královnou.
Vychovávána byla svým prastrýcem krále Karla I. Rumunského a jeho manželky královny Alžběty; princezna byla introvertní a sociálně izolovaná. V roce 1921 se provdala za prince Jiřího, dědice řeckého trůnu, k němuž necítila žádnou vášeň a po první světové válce prošla politickými nepokoji ve své nové zemi. Když se její manžel stal v roce 1922 řeckým králem jako Jiří II. Řecký, Alžběta se podílela na pomoci uprchlíkům, kteří dorazili do Athén po katastrofě řecko-turecké války. Vzestup revolučního klimatu se ale podepsal na jejím zdraví a s velkou úlevou opustila v prosinci 1923 s manželem Řecké království. Pár se usadil v Bukurešti a král byl 25. března 1924 sesazen.
V Rumunsku se vztah Alžběty a Jiřího zhoršil a manželé se v roce 1935 rozvedli. Princezna, která si byla velmi blízká se svým bratrem Karlem II. Rumunským, nashromáždila významné jmění, částečně díky finančním radám, které jí dal její milenec, bankéř Alexandru Scanavi. Po smrti své matky královny Marie v roce 1938 a sesazení bratra v roce 1940 z trůnu, se Alžběta stala první dámou Rumunska. Po druhé světové válce navázala kontakty s komunistickou stranou Rumunska a otevřeně se spikla proti svému synovci, mladému králi Michalovi I., čímž si od něj vysloužila přezdívku „Rudá teta“. Její komunistické vazby však nezabránily tomu, aby byla vyhoštěna ze země, když byla v roce 1947 vyhlášena Rumunská socialistická republika. Vyhnaná princezna se přestěhovala do Švýcarska a následně do Cannes v jižní Francii. Měla romantický vztah s Marcem Favratem, rádoby umělcem o téměř třicet let mladším, kterého nakonec těsně před svou smrtí v roce 1956 adoptovala.

## Dětství

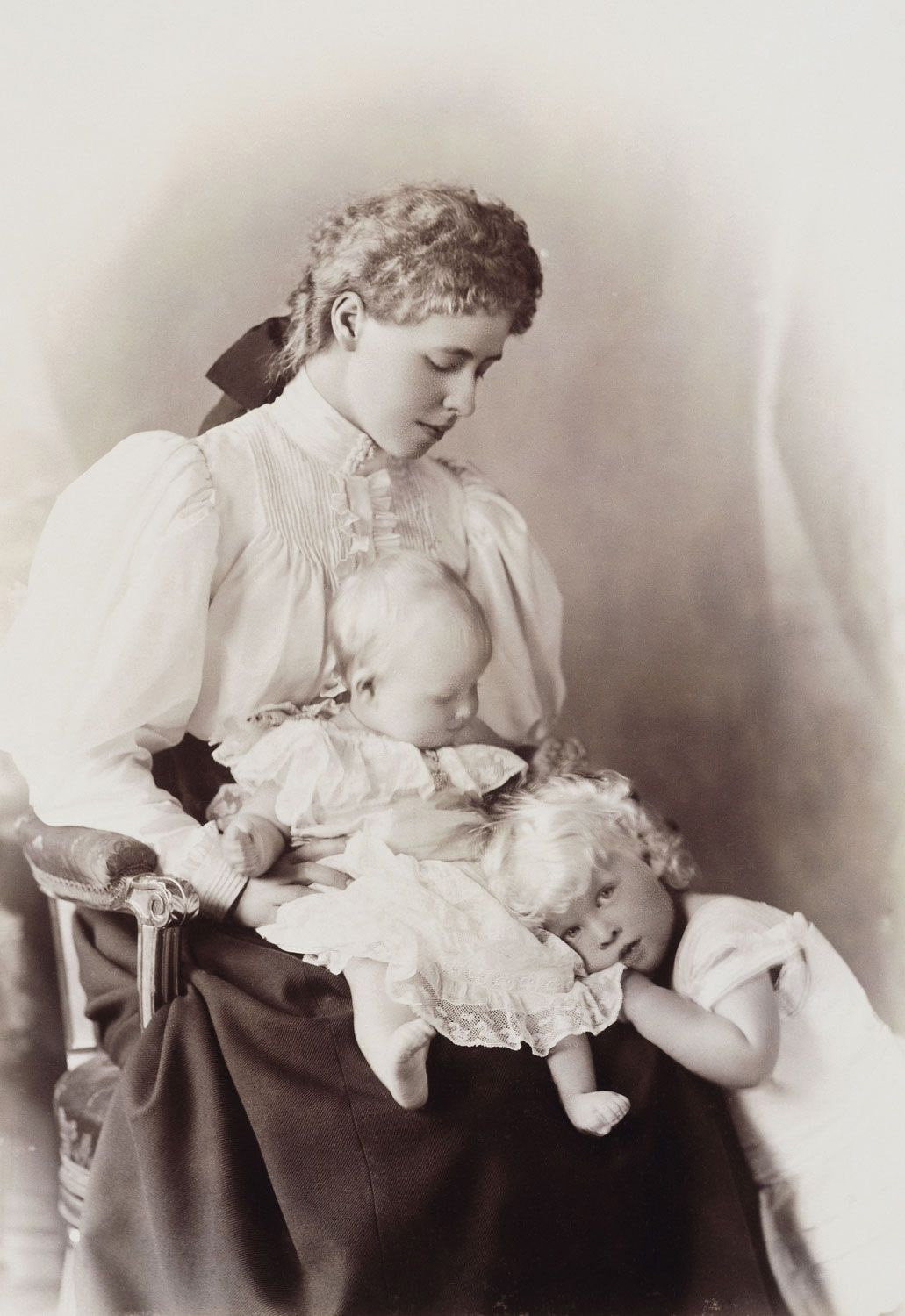
Korunní princezna Marie Rumunská a dvě její nejstarší děti, Karel a Alžběta, asi 1895.

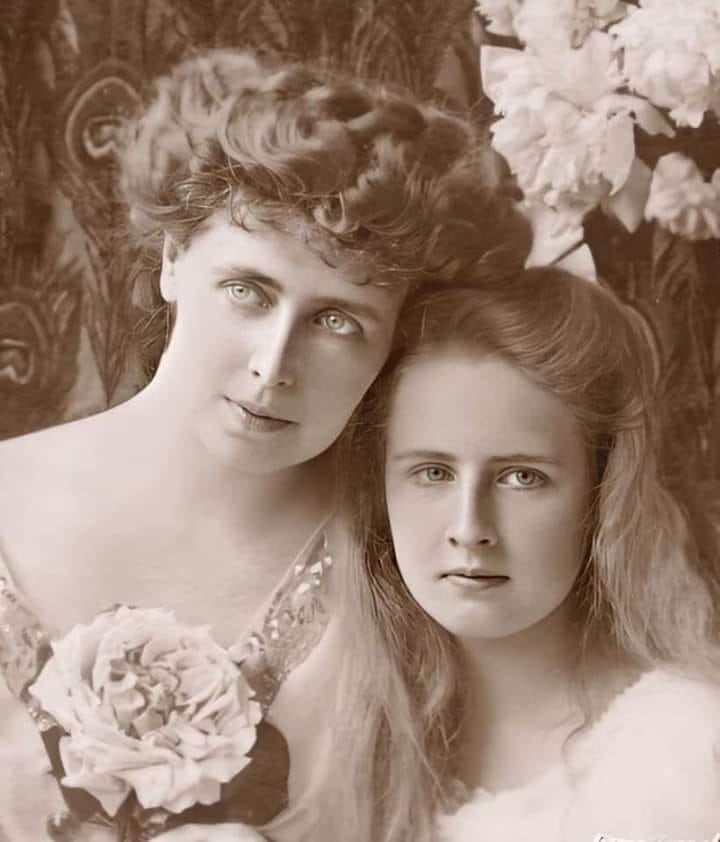
Korunní princezna Marie Rumunská (pozdější rumunská královna) se svou dcerou Alžbětou (pozdější řeckou královnou).

Alžběta (v rodině zvaná Lisabetha nebo Lizzy) se narodila 12. října 1894 na zámku Peleș ve městě Sinaia jako druhé dítě a první dcera rumunského korunního prince Ferdinanda a jeho manželky Marie. Pojmenována byla po své pratetě, královně Alžbětě; krátce po narození byla princezna rodičům odebrána. Se svým starším bratrem Karlem vyrůstala u krále Karla I. Rumunského a jeho manželky. V průběhu let se u Alžběty vyvinul chladný charakter a nestálý temperament, který ji společensky izoloval. Matka ji považovala za „vulgární“, ale byla považována za klasickou krásku.

## Manželství

### Nežádoucí zásnuby
V roce 1911 se Alžběta poprvé setkala se svým budoucím manželem, řeckým princem Jiřím. Po balkánských válkách, v nichž byly Řecko a Rumunsko spojenci, Řecko požádalo o ruku princezny Alžběty, ta však na radu své pratety nabídku odmítla s tím, že její nápadník je příliš malý a příliš anglický ve svých způsobech. Princezna při té příležitosti pohrdavě řekla, že „Bůh načal prince, ale zapomněl ho dokončit“ (1914).
Během první světové války se Alžběta podílela na pomoci raněným vojákům. Denně navštěvovala nemocnice a rozdávala cigarety a uklidňující slova obětem bojů.
V roce 1919 Alžběta se sestrami Marií a Ileanou doprovázela matku, královnu Marii, do Paříže na mírovou konferenci. Panovnice doufala, že během svého pobytu zde najde vhodné manžely pro své dcery, zejména Alžbětu, již pětadvacetiletou. Po několika měsících ve Francii se královna s dcerami na počátku roku 1920 rozhodla vrátit do Rumunska. Při cestě zpět udělaly krátkou zastávku ve Švýcarsku, kde našly řeckou královskou rodinu, která žila od sesazení krále Konstantina I. po první světové válce v exilu. Alžběta se tak znovu setkala s princem Jiřím (diadochem a dědicem řeckého trůnu), který ji znovu požádal o ruku. Alžběta si nyní více uvědomovala své vlastní nedokonalosti (její matka ji popisovala jako tlustou ženu s velmi omezenou inteligencí), a proto se rozhodla sňatek přijmout. Budoucnost diadocha však nebyla zdaleka jistá: otec byl sesazen z trůnu a králem se stal jeho mladší bratr Alexandr I., Jiří měl zakázáno zůstat ve své zemi, byl bez peněz a bez jakýchkoli vyhlídek.
Přesto zasnoubení uspokojilo jak Alžbětiny, tak Jiřího rodiče. Rumunská královna, potěšená, že konečně našla manžela pro svou nejstarší dceru, brzy pozvala prince, aby odcestoval do Bukurešti, aby veřejně oznámil zasnoubení. Jiří souhlasil, ale brzy po svém příjezdu do země své snoubenky se dozvěděl o náhlé smrti Alexandra I. a následném politickém zmatku, který propukl v Řecku.

### Život v Řecku

#### Návrat řecké královské rodiny. Svatba Jiřího a Alžběty

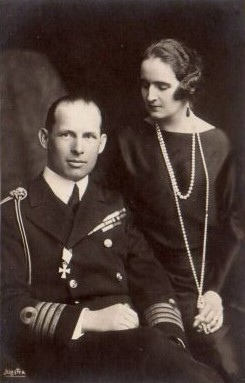
Řecký korunní princ Jiří se svou manželkou Alžbětou, 1921.

5. prosince 1920 vyzvalo referendum se spornými výsledky řeckou královskou rodinu k návratu domů. Král Konstantin I., královna Sofie a diadochos se následně 19. prosince vrátili do Athén. Jejich návrat byl provázen výrazným jásotem. Velký dav obklopil panovníka a dědice trůnu v ulicích hlavního města. Jednou v paláci se opakovaně objevovali na balkóně, aby pozdravili lidi, kteří je povzbuzovali.

### Svatba
O několik týdnů později se Jiří vrátil do Rumunska, aby se oženil s Alžbětou. Svatba se odehrála s velkou pompou v Bukurešti 27. února 1921. Krátce poté, 10. března, se Alžbětin starší bratr oženil s mladší Jiřího sestrou Helenou Řeckou a Dánskou.

### Korunní princezna
V Řecku měla Alžběta velké potíže se začleněním do královské rodiny a její vztah s královnou Sofií byl obzvlášť nepříjemný. Alžběta se kvůli introvertní povaze, která by se dal mylně považovat za aroganci, cítila vytěsněna rodinou svého manžela, která v její přítomnosti pravidelně mluvila řecky, protože jazyk ještě neovládala. Pouze král Konstantin I. a jeho sestra Marie Řecká a Dánská našli v jejích očích přízeň. Dokonce i plachý diadochos zklamal svou ženu, která s ním chtěla sdílet vášnivější vztah.
Alžběta litovala, že nemá vlastní domov a byla nucena neustále bydlet u manželových rodičů, a tak utratila již tak malé Jiřího příjmy na přezdobení jejich komnat. Kromě toho se její rodina opozdila s placením jejího věna a úspory, které nechala v Rumunsku, byly brzy ztraceny kvůli špatným investicím správce jejího majetku.
Tváří v tvář velmi obtížné politické situaci kvůli řecko-turecké válce Alžběta rychle pochopila, že její manévrovací prostor je v její nové zemi omezený. Spojila se však s červeným křížem, který byl zaplaven příchodem raněných pocházejících z Malé Asie. Korunní princezna se také ve volném čase věnovala zahradničení, malování a kreslení. Ilustrovala knihu básní belgického autora Émila Verhaerena. Také ráda psala a vytvářela nové knihy nízké hodnoty. Trávila také dlouhé hodiny studiem novořečtiny, což pro ni bylo těžké.
Alžběta, zklamaná průměrností své každodenní rutiny, začala žárlit na svou sestru Marii, provdanou za jugoslávského krále Alexandra I., a švagrovou Helenu, manželku svého bratra, korunního prince Karla. S válkou a revolucí byl každodenní život řecké královské rodiny stále obtížnější a renta, kterou diadochos Jiří dostával, Alžbětě neumožňovala kupovat si oblečení a šperky, které chtěla.
Už tak válkou napjaté vztahy diadocha a jeho manželky zhoršila jejich neschopnost dát dědice Řeckému království. Alžběta otěhotněla několik měsíců po svatbě, ale během oficiální cesty do Smyrny potratila. Korunní princezna, hluboce zasažená svým potratem, onemocněla tyfem[nepřesný odkaz], brzy následoval zánět pohrudnice a zhoršení depresí. Útočiště našla u své rodiny v Bukurešti, ale i přes snahu své matky a manžela se Alžbětino zdraví ani její manželství plně nevzpamatovaly ze ztráty dítěte.

### Řecká královna
Mezitím katastrofa řecko-turecké války donutila krále Konstantina I. abdikovat, a tak se stal Jiří králem (27. září 1922). Nový král však neměl žádnou moc a on ani jeho královna nedokázali vyřešit represe organizované revolucionáři, kteří převzali moc proti představitelům starého režimu.
Navzdory této obtížné situaci se Alžběta snažila být své nové zemi užitečná. Aby královna reagovala na příliv uprchlíků pocházejících z Anatolie, postavila na předměstí Athén chatrče. K realizaci svých projektů zmobilizovala svou rodinu a požádala svou matku, královnu Marii, aby poslala dřevo a další materiály.
Alžběta však stále obtížněji zvládala Řecko a jeho revoluční klima. Její láska k Jiřímu II. skončila a její dopisy matce ukazují, jak moc se bála o svou budoucnost. Z její korespondence také vyplynulo, že netoužila mít děti.
Po pokusu o monarchistický převrat v říjnu 1923 se situace královského páru stala ještě nejistější. 19. prosince 1923 byli král Jiří II. a jeho manželka nuceni revoluční vládou odejít do exilu. S princem Pavlem (královým bratrem a předpokládaným dědicem trůnu) odešli manželé do Rumunska, kde se 25. března 1924 dozvěděli o vyhlášení druhé helénské republiky.

## Návrat do Rumunska

### Královna v exilu

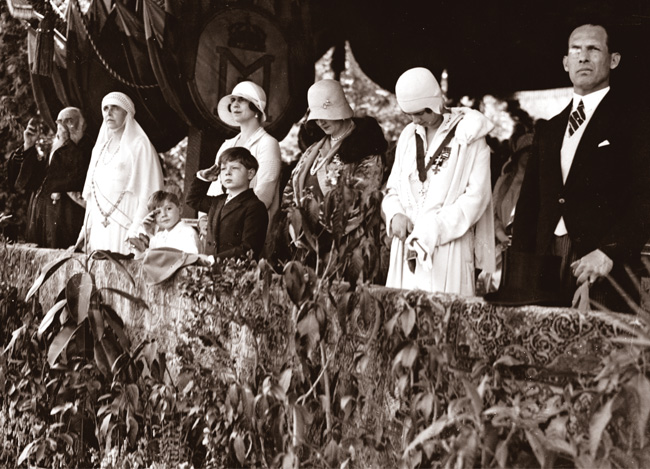
Jiří II. Řecký a Alžběta s rumunskou královskou rodinou, asi 1930.

V Rumunsku se manželé nastěhovali do Bukureště, kde jim král Ferdinand s královnou Marií dali křídlo paláce Cotroceni. Po několika týdnech se pár přestěhoval do skromné vily v Calea Victoriei. Pravidelní hosté rumunských panovníků, vyhnaný řecký královský pár, se účastnili dvorních ceremonií. Ale navzdory laskavosti své tchyně se řecký král v exilu v Bukurešti cítil bez cíle a stěží skrýval nudu, kterou pociťoval u rumunského dvora.
Na rozdíl od svého manžela byla Alžběta návratem do Rumunska potěšena. Její vztah s matkou byl někdy bouřlivý, i když jejich literární spolupráce byla úspěšná. V polovině dvacátých let Alžběta ilustrovala nejnovější dílo své matky, The Country That I Love (Země, kterou miluji) (1925). Vztahy s rumunskou korunní princeznou Helenou (manželkou rumunského korunního prince Karla a sestrou řeckého krále Jiřího II.) zůstaly komplikované kvůli žárlivosti, kterou vyhnaná řecká královna vůči své švagrové stále pociťovala.
Vztahy mezi Jiřím II. a Alžbětou se zhoršily ponížením v exilu, finančními potížemi a chybějícím potomstvem. Poté, co zpočátku zmírnila svou únavu příliš bohatým jídlem a hazardem, začala bývalá řecká královna sérii mimomanželských vztahů s několika ženatými muži. Během návštěvy své sestry Marii v její nemoci v Bělehradu flirtovala s jejím manželem, svým švagrem Alexandrem Jugoslávským. Později měla poměr s bankéřem svého manžela, Alexandru Scanavim, který byl jmenován jejím komorníkem, aby se zakryl skandál. Alžběta však nebyla jediná, kdo mohl za neúspěch jejího manželství: v průběhu let trávil Jiří II. méně času se svou ženou a postupně se usadil ve Spojeném království, kde také vstoupil do cizoložného vztahu.
V květnu 1935 se Alžběta od řeckého diplomata doslechla, že druhá řecká republika je na pokraji zhroucení a že se blíží obnovení monarchie. Vyděšená řecká královna pak zahájila rozvodové řízení, aniž by informovala svého manžela. Jiří II., obviněn z „dezerce z rodinného domu“, zjistil, že jeho manželství bukurešťský soud rozvedl, aniž by byl k řízení pozván, aby o této záležitosti hovořil (6. července 1935).

### Ambiciózní princezna
Po smrti krále Ferdinanda v roce 1927 začalo v Rumunsku období obrovské nestability. Poté, co se korunní princ Karel zřekl svých práv na trůn, aby mohl žít se svou milenkou Magdou Lupescu, nastoupil na trůn pod vedením regentské rady jeho syn jako král Michal I. Rumunský. Přesto značná část obyvatelstva podporovala práva Karla, kterému se nakonec v roce 1930 podařilo převzít korunu. Alžběta, která si byla s bratrem velmi blízká, aktivně podporovala jeho návrat do Rumunska. Během let jeho exilu ho denně informovala o politickém životě země.
Jakmile usedl na trůn, udržoval Karel II. se členy své rodiny bouřlivé vztahy, ale zachoval si důvěru v Alžbětu, která byla jedinou členkou královské rodiny, která přijala jeho milenku. Díky dědictví po otci, finančním radám svého milence, bankéře Alexandru Scanavi, a dobrým vztahům s bratrem se princezně podařilo žít v Rumunsku ve velkém stylu. V březnu 1935 získala u hranic s Jugoslávií velkou doménu Banloc, panství ve městě Sinaia a elegantní vilu v italském stylu, zvanou Alžbětin palác, nacházející se v Șoseaua Kiseleff v Bukurešti.
Po smrti královny matky Marie v roce 1938 a sesazení bratra v roce 1940 hrála Alžběta roli první dámy Rumunska. Ctižádostivá princezna neměla žádné výčitky svědomí následovat politiku svého bratra, i když se projevila jako tyranská vůči ostatním členům královské rodiny. Po návratu Michala I. na trůn a nastolení diktatury maršála Iona Antonesca zůstala Alžběta mimo politiku. Od roku 1944 však navázala kontakty s komunistickou stranou Rumunska a otevřeně se spikla proti svému synovci, který ji považoval za špionku. Na počátku roku 1947 přijala na svém panství Banloc ministra Tita, který sesadil dalšího jejího synovce, mladého krále Petra II. Jugoslávského. Nakonec se princezna prostřednictvím Alexandru Scanaviho podílela na financování partyzánů, kteří bojovali proti jejímu bývalému švagrovi, řeckému králi Pavlovi.
Alžběta však nebyla jedinou členkou rumunské královské rodiny, která měla přátelské vztahy s komunisty: její sestra Ileana udělala totéž v naději, že dosadí na trůn svého nejstaršího syna, arcivévodu Stefana Rakouského. Z těchto důvodů pak obě princezny dostaly od krále Michala I. přezdívku „Rudé tety“.

### Pozdější léta
Navzdory svým vazbám na komunistickou stranu byla Alžběta nucena po vyhlášení Rumunské socialistické republiky 30. prosince 1947 opustit zemi. Nový režim jí dal tři dny na to, aby si sbalila své věci a Alžbětin palác byl vypleněn. Než však odešla do exilu, měla princezna čas spálit své archivy na panství Banloc. 12. ledna 1948 opustila se sestrou Ileanou ve zvláštním vlaku poskytnutém komunisty Rumunsko. Doprovázela je rodina Scanavi, ale obě princezny po vyhnání ze země přišly o velkou část majetku.

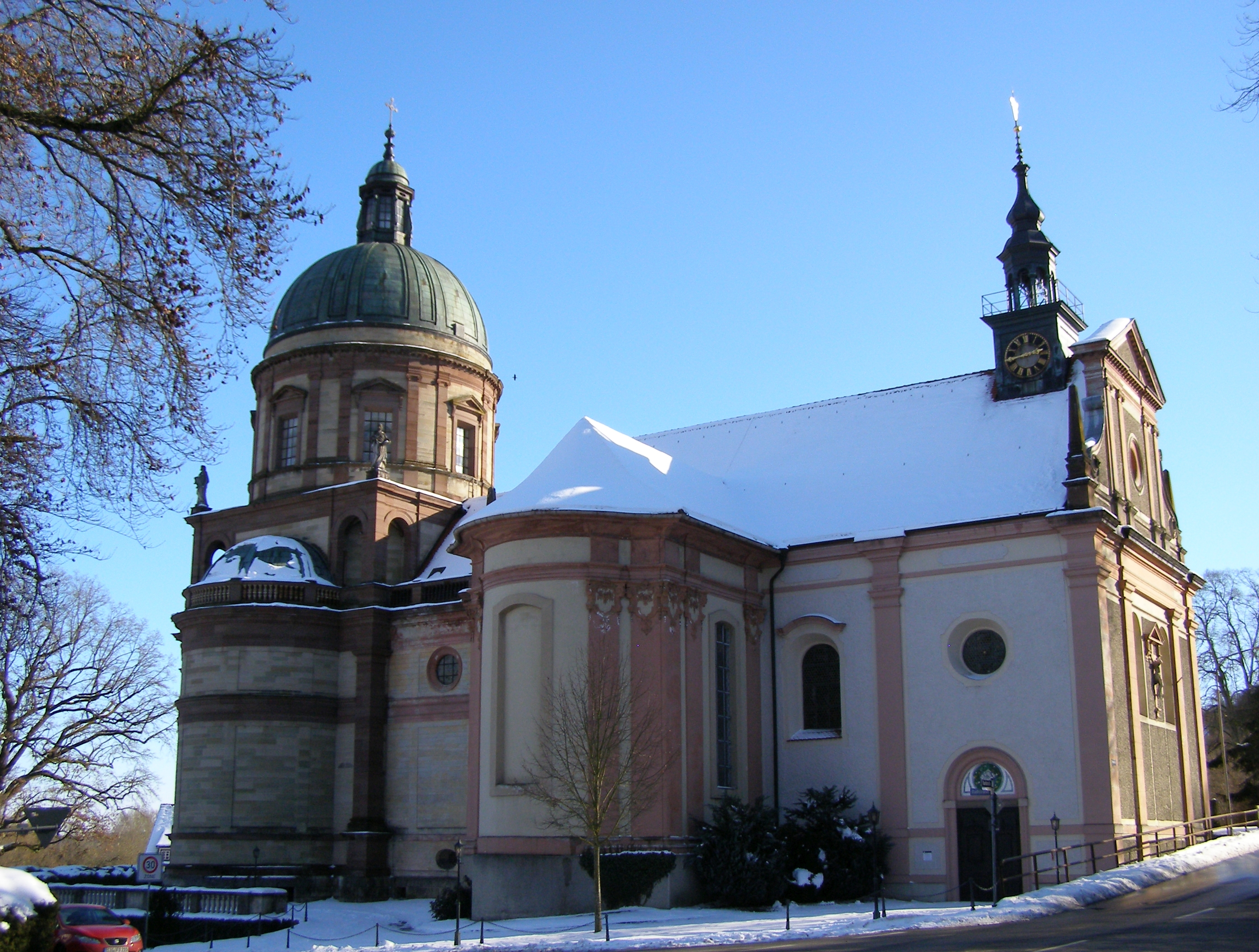
Hedinger Kirche v Sigmaringenu, pohřební místo princezny Alžběty.

Alžběta se usadila nejdříve v Curychu a pak v Cannes ve Villa Rose Alba. Ve Francii se setkala s hezkým mladým svůdcem a rádoby umělcem Marcem Favratem. Princezna se do mladého muže zamilovala a chtěla si ho vzít a proto požádala svého bratrance Fridricha, prince z Hohenzollernu, aby mu udělil titul, ale to Fridrich odmítl. Princezna se pak rozhodla svého milence adoptovat; to udělala tři měsíce před svou smrtí. Princezna Alžběta zemřela u sebe doma 14. listopadu 1956 ve věku 62 let.
Její tělo bylo uloženo v hohenzollernsko-sigmaringenské kryptě Hedinger Kirche v Sigmaringenu.

## Vývod z předků
|                  |                                 |  |                                    |                                       |  |  |  |  |  |  |  | Karel von Hohenzollern-Sigmaringen |
|                  |                                 |  |                                    |                                       |  |  |  |  |  |  |  |                                    |
|                  | Karel Antonín Hohenzollernský   |  |                                    |                                       |  |  |  |  |  |  |  |                                    |
|                  |                                 |  |                                    |                                       |  |  |  |  |  |  |  |                                    |
|                  |                                 |  |                                    | Marie Antoinette Muratová             |  |  |  |  |  |  |  |                                    |
|                  |                                 |  |                                    |                                       |  |  |  |  |  |  |  |                                    |
|                  | Leopold Hohenzollernský         |  |                                    |                                       |  |  |  |  |  |  |  |                                    |
|                  |                                 |  |                                    |                                       |  |  |  |  |  |  |  |                                    |
|                  |                                 |  |                                    | Karel Ludvík Fridrich Bádenský        |  |  |  |  |  |  |  |                                    |
|                  |                                 |  |                                    |                                       |  |  |  |  |  |  |  |                                    |
|                  | Josefína Bádenská               |  |                                    |                                       |  |  |  |  |  |  |  |                                    |
|                  |                                 |  |                                    |                                       |  |  |  |  |  |  |  |                                    |
|                  |                                 |  |                                    | Stéphanie de Beauharnais              |  |  |  |  |  |  |  |                                    |
|                  |                                 |  |                                    |                                       |  |  |  |  |  |  |  |                                    |
|                  | Ferdinand I. Rumunský           |  |                                    |                                       |  |  |  |  |  |  |  |                                    |
|                  |                                 |  |                                    |                                       |  |  |  |  |  |  |  |                                    |
|                  |                                 |  |                                    | Ferdinand Sasko-Kobursko-Gothajský    |  |  |  |  |  |  |  |                                    |
|                  |                                 |  |                                    |                                       |  |  |  |  |  |  |  |                                    |
|                  | Ferdinand II. Portugalský       |  |                                    |                                       |  |  |  |  |  |  |  |                                    |
|                  |                                 |  |                                    |                                       |  |  |  |  |  |  |  |                                    |
|                  |                                 |  |                                    | Maria Antonia Koháry de Csábrág       |  |  |  |  |  |  |  |                                    |
|                  |                                 |  |                                    |                                       |  |  |  |  |  |  |  |                                    |
|                  | Antonie Portugalská             |  |                                    |                                       |  |  |  |  |  |  |  |                                    |
|                  |                                 |  |                                    |                                       |  |  |  |  |  |  |  |                                    |
|                  |                                 |  |                                    | Petr I. Brazilský                     |  |  |  |  |  |  |  |                                    |
|                  |                                 |  |                                    |                                       |  |  |  |  |  |  |  |                                    |
|                  | Marie II. Portugalská           |  |                                    |                                       |  |  |  |  |  |  |  |                                    |
|                  |                                 |  |                                    |                                       |  |  |  |  |  |  |  |                                    |
|                  |                                 |  |                                    | Marie Leopoldina Habsbursko-Lotrinská |  |  |  |  |  |  |  |                                    |
|                  |                                 |  |                                    |                                       |  |  |  |  |  |  |  |                                    |
| Alžběta Rumunská |                                 |  |                                    |                                       |  |  |  |  |  |  |  |                                    |
|                  |                                 |  |                                    |                                       |  |  |  |  |  |  |  |                                    |
|                  |                                 |  | Arnošt I. Sasko-Kobursko-Gothajský |                                       |  |  |  |  |  |  |  |                                    |
|                  |                                 |  |                                    |                                       |  |  |  |  |  |  |  |                                    |
|                  | Albert Sasko-Kobursko-Gothajský |  |                                    |                                       |  |  |  |  |  |  |  |                                    |
|                  |                                 |  |                                    |                                       |  |  |  |  |  |  |  |                                    |
|                  |                                 |  |                                    | Luisa Sasko-Gothajsko-Altenburská     |  |  |  |  |  |  |  |                                    |
|                  |                                 |  |                                    |                                       |  |  |  |  |  |  |  |                                    |
|                  | Alfréd Sasko-Kobursko-Gothajský |  |                                    |                                       |  |  |  |  |  |  |  |                                    |
|                  |                                 |  |                                    |                                       |  |  |  |  |  |  |  |                                    |
|                  |                                 |  |                                    | Eduard August Hannoverský             |  |  |  |  |  |  |  |                                    |
|                  |                                 |  |                                    |                                       |  |  |  |  |  |  |  |                                    |
|                  | Královna Viktorie               |  |                                    |                                       |  |  |  |  |  |  |  |                                    |
|                  |                                 |  |                                    |                                       |  |  |  |  |  |  |  |                                    |
|                  |                                 |  |                                    | Viktorie Sasko-Kobursko-Saalfeldská   |  |  |  |  |  |  |  |                                    |
|                  |                                 |  |                                    |                                       |  |  |  |  |  |  |  |                                    |
|                  | Marie Edinburská                |  |                                    |                                       |  |  |  |  |  |  |  |                                    |
|                  |                                 |  |                                    |                                       |  |  |  |  |  |  |  |                                    |
|                  |                                 |  |                                    | Mikuláš I. Pavlovič                   |  |  |  |  |  |  |  |                                    |
|                  |                                 |  |                                    |                                       |  |  |  |  |  |  |  |                                    |
|                  | Alexandr II. Nikolajevič        |  |                                    |                                       |  |  |  |  |  |  |  |                                    |
|                  |                                 |  |                                    |                                       |  |  |  |  |  |  |  |                                    |
|                  |                                 |  |                                    | Šarlota Pruská                        |  |  |  |  |  |  |  |                                    |
|                  |                                 |  |                                    |                                       |  |  |  |  |  |  |  |                                    |
|                  | Marie Alexandrovna Romanovová   |  |                                    |                                       |  |  |  |  |  |  |  |                                    |
|                  |                                 |  |                                    |                                       |  |  |  |  |  |  |  |                                    |
|                  |                                 |  |                                    | Ludvík II. Hesenský                   |  |  |  |  |  |  |  |                                    |
|                  |                                 |  |                                    |                                       |  |  |  |  |  |  |  |                                    |
|                  | Marie Alexandrovna              |  |                                    |                                       |  |  |  |  |  |  |  |                                    |
|                  |                                 |  |                                    |                                       |  |  |  |  |  |  |  |                                    |
|                  |                                 |  |                                    | Vilemína Luisa Bádenská               |  |  |  |  |  |  |  |                                    |
|                  |                                 |  |                                    |                                       |  |  |  |  |  |  |  |                                    |

## Erb a monogramy

Královský monogram princezny Alžběty Rumunské
Znak královny Alžběty Řecké
Královský monogram královny Alžběty Řecké